# マウント・カルメル・センター
マウント・カルメル・センター（英語: Mount Carmel Center）はアメリカ合衆国テキサス州ウェーコのはずれにあったブランチ・ダビディアンの拠点施設の名称。初代の長はベンジャミン・ローデンで、後にデビッド・コレシュが引き継いだ。イスラエル北部にある聖書の山 (Biblical mountain) 「カルメル山」に由来する。ATFの職員4人とブランチ・ダビディアンの83人が死亡したウェーコ事件（1993年）の舞台となり焼失した。